# São Cristóvão (Sergipe)
Pour les articles homonymes, voir São Cristóvão.
São Cristóvão (« Saint-Christophe » en français) est une ville brésilienne de l'est de l'État du Sergipe, fondée par Christophe de Barros (Cristóvão de Barros, en portugais). 

## Généralités
São Cristóvão est la quatrième plus ancienne ville du Brésil de par sa fondation officielle.
Elle est enregistrée comme patrimoine national par l'IPHAN (Instituto do Patrimônio Histórico e Artístico Nacional), le principal institut gouvernemental de protection du patrimoine culturel brésilien.
La place São Francisco et les édifices alentour ont été inscrits sur la liste du patrimoine mondial en 2010.

## Géographie
São Cristóvão se situe par une latitude de 11° 00′ 54" sud et par une longitude de 37° 12′ 21″ ouest, à une altitude de 47 mètres.
La municipalité fait partie de la région métropolitaine d'Aracaju.
Sa population était de 71 931 habitants au recensement de 2007. La municipalité s'étend sur 437 km2.
Elle fait partie de la microrégion d'Aracaju, dans la mésorégion Est du Sergipe.